# Juan Amills

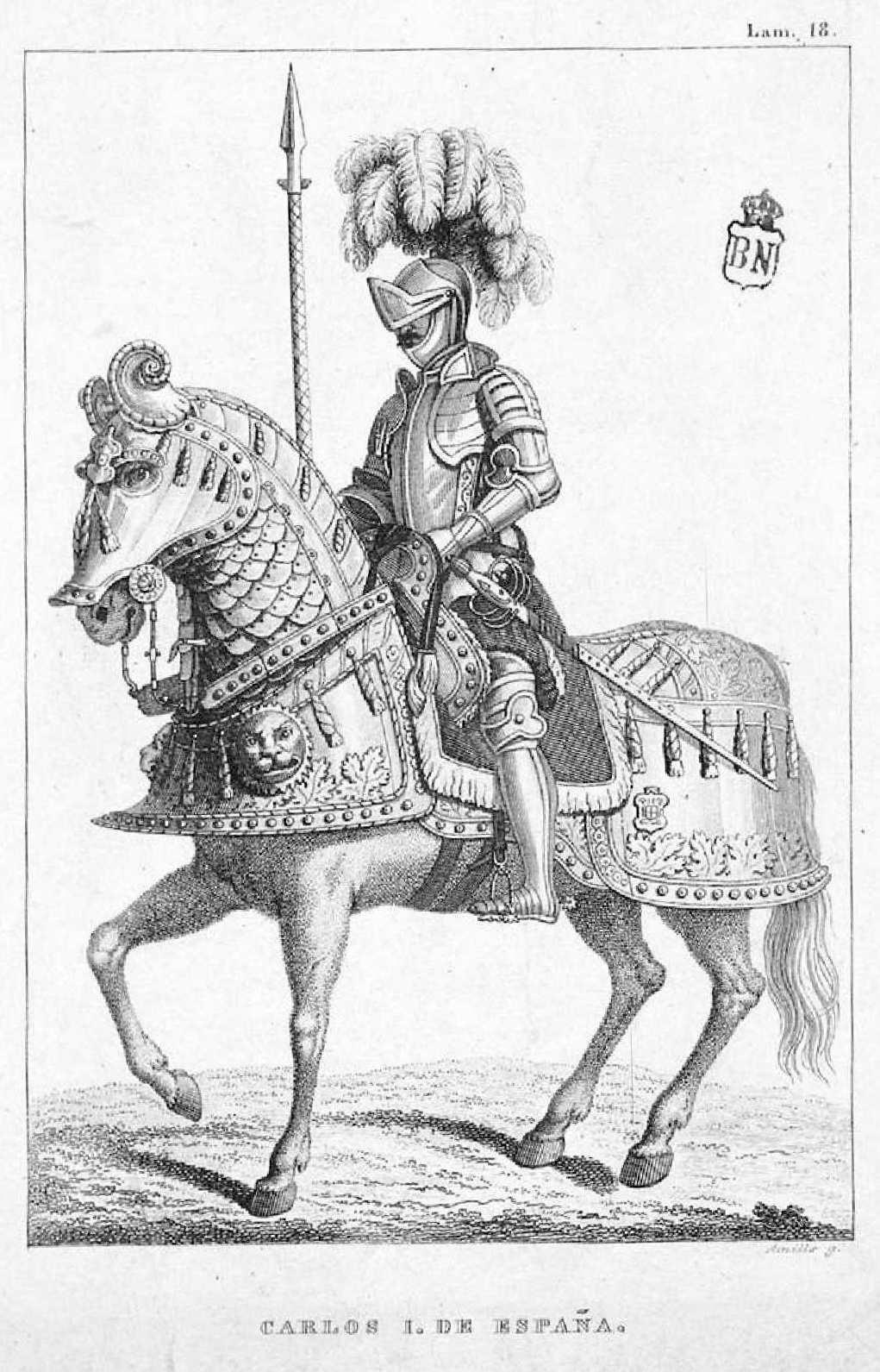
Carlos I de España, aguafuerte y buril, Biblioteca Nacional de España.

Juan Amills y Costa (Ripoll, ca. 1800-Barcelona, 1853) fue un grabador en talla dulce español.

## Biografía
Amills se formó en la Escuela Gratuita de Dibujo y Nobles Artes de Barcelona, en la que fue admitido poco antes de noviembre de 1814, cuando se le cita en los libros de la escuela como alumno de «genio extraordinario» en la especialidad de grabado dirigida por Josep Coromina. Antes de completar su formación, en 1819, proporcionó ya cuatro de las ilustraciones que adornan el Tratado teórico y práctico de la fabricación de pintados o indianas de Carlos Ardit, por dibujos de este. Establecido como grabador independiente es a comienzos de la década de 1830 cuando se fechan sus primeros trabajos conocidos. Autor de una larga serie de retratos en busto de personalidades históricas reunidos en un álbum titulado Hombres célebres con grabados también de otros autores, adjunto al Diccionario Histórico o Biografía Universal compendiada, editado en Barcelona por Narciso Oliva en1831. Es suyo también el retrato de Cervantes para la obra de Vicente de los Ríos, Análisis del Quijote junto con la Vida de Miguel de Cervantes, escrita e ilustrada con varias noticias y documentos inéditos por Martín Fernández Navarrete, Barcelona, 1834. Este mismo año solicitó su admisión como académico de mérito en la Real Academia de Bellas Artes de San Fernando. Para obtener su propósito presentó tres estampas: San Ambrosio, San Juan Bautista en el desierto según la copia grabada por Pasqual Pere Moles de una pintura de Guido Reni, y Augustus, por dibujo de Buenaventura Salesa, copia de un busto romano grabado previamente también por Francesc Fontanals. Acompañaba a las estampas un memorial en el que decía que hubiera 

... querido presentar a V. Exma. una obra más basta pero, es casado, tiene familia, y para acudir a su decorosa subsistencia ha de desempeñar cuantas obras se le presentan.

La ausencia de originalidad determinó que se le negara la solicitud, aunque las obras presentada fueran, según decían los académicos que las juzgaban, demostrativas de «su aplicación y adelantamiento». 
Junto a la realización de estampas sueltas de devoción, como la de San Ramón Nonato patrono de los partos difíciles, y las empleadas como marcas de fábrica, participó en la ilustración de una veintena de libros editados en Barcelona, entre ellos la edición de las Obras dramáticas y líricas de Leandro Fernández Moratín, Clara de Alba, novela romántica de Sophie Ristaud Cottin y la colección de novelas escogidas de George Sand. Ilustrados en conjunto con alrededor de 160 grabados calcográficos, siempre por dibujos de otros artistas como Pere Esplugas o Buenaventura Planella, y en algún caso copiando sin apenas disimulo de otras ediciones, será esta la principal ocupación a lo largo toda su carrera y también la que le permitió abordar una mayor variedad de asuntos.